# Gøtu Ítróttarfelag
El Gøtu Ítróttarfelag (GÍ Gøta) va ser un club feroès de futbol de la ciutat de Gøta.

## Història
El club va ser fundat l'any 1926. En el seu palmarès destaquen 6 lligues i 6 copes nacionals. També participà en competicions europees. El gener de l'any 2008 s'uní al club Leirvík ÍF per formar un nou club, el Víkingur.

## Palmarès
- Lliga feroesa de futbol: 
  - 1983, 1986, 1993, 1994, 1995, 1996

- Copa feroesa de futbol: 
  - 1983, 1985, 1996, 1997, 2000, 2005